# Boncourt, Eure
Boncourt là một xã thuộc tỉnh Eure trong vùng Normandie miền bắc nước Pháp.